# Dodge Senior
La Senior è un'autovettura full-size prodotta dalla Dodge dal 1927 al 1930.

## Storia

### Serie 2249 (1927-1928)
La prima serie della Senior, che venne prodotta dal maggio del 1927 al gennaio del 1928, aveva montato un motore a valvole laterali e sei cilindri in linea da 3.676 cm³ di cilindrata che sviluppava 60 CV di potenza. È stato il primo modello con propulsore a sei cilindri della Dodge. Il motore era anteriore, mentre la trazione era posteriore. Il cambio era a tre rapporti mentre la frizione era monodisco a secco.
La vettura era offerta in versione berlina quattro porte, coupé due porte e cabriolet due porte. Erano offerti di serie i freni idraulici sulle quattro ruote. 

### Serie 2251/2252 (1928)
Nel gennaio del 1928 la vettura fu riprogettata. Il motore fu rivisto ed ora erogava 68 CV. Alla gamma fu aggiunta la versione sport. Questa generazione del modello uscì di produzione nel luglio del 1928.   

### Serie S (1928-1929)
Nel luglio 1928 la vettura fu rivista nuovamente. Come conseguenza di questo aggiornamento, fu allungato il passo a 3.048 mm. La nuova serie fu dotata di un nuovo motore da 3.959 cm³ e 78 CV. Alla gamma fu aggiunta la versione landaulet due e quattro porte. Questa serie del modello uscì di produzione nel luglio del 1929. 

### Serie DB (1929-1930)
Nel luglio del 1929 il modello fu rivisto e venne ribattezzato Serie DB. Nell'occasione fu introdotto un cambio a quattro rapporti. La vettura uscì di produzione nel luglio 1930 venendo sostituita nel novembre dello stesso anno dalla Serie DH. 